# Lední hokej na Zimních olympijských hrách 2022
Hokejový turnaj v rámci XXIV. olympijských her se uskuteční v roce 2022 v Pekingu. Mužský turnaj se uskuteční stejně jako v roce 2018. V turnaji žen bude poprvé hrát 10 týmů. Hokejové zápasy bude hostit Pekingský národní krytý stadion a Sportovní centrum Wukesong s kapacitou 20 tisíc a 19 tisíc diváků. Obě arény byly používány i během letní olympiády v roce 2008.

## Mužský turnaj
Mužského turnaje se bez kvalifikace zúčastní i domácí výběr. Herní systém počítá s třemi čtyřčlennými skupinami. Nasazení do skupin bude podle žebříčku IIHF po MS 2020. Hokejového turnaje se od ZOH 2014 v Soči mohou národní týmy zúčastnit v hvězdných sestavách jelikož se po dobu her přerušuje NHL.
Dne 10. července 2020 odsouhlasila asociace hráčů Národní hokejové ligy (NHLPA) a National Hockey League obnovenou smlouvu o kolektivním vyjednávání , která obsahuje ustanovení otevírající možnosti účasti hráčů NHL na zimních olympijských hrách 2022 a 2026.  Dne 22. července 2021 NHL vydala plán 2021–22, který zahrnoval olympijskou přestávku, ale liga také oznámila, že dosud nebylo dosaženo konečné dohody ohledně olympijské účasti hráčů NHL v roce 2022. 
3. září 2021 byla uzavřena dohoda, která měla umožnit hráčům NHL soutěžit. NHLPA a NHL 22. prosince s odvoláním na zhoršující se pandemickou situaci, která si do té doby vyžádala odložení téměř padesáti zápasů, oznámily, že upouští od účasti svých hráčů na olympiádě.

### Účastníci turnaje
Skupina A
- Kanada
- USA
- Německo
- Čína (pořadatel)

Skupina B
- Olympijští sportovci z Ruska
- Česko
- Švýcarsko
- Dánsko (postup z kvalifikace)

Skupina C
- Švédsko
- Finsko
- Slovensko (postup z kvalifikace)
- Lotyšsko (postup z kvalifikace)

### Kvalifikace
O zbylá tři místa ve skupinách se bude hrát čtyřstupňová kvalifikace, kterou bude hrát 36 zemí.

#### Skupina D
- Slovensko (pořadatel) vítěz
- Bělorusko
- Rakousko
- Polsko

#### Skupina E
- Lotyšsko (pořadatel) vítěz
- Francie
- Itálie
- Maďarsko

#### Skupina F
- Norsko (pořadatel)
- Dánsko vítěz
- Jižní Korea
- Slovinsko

## Ženský turnaj
Do ženského turnaje, který se odehraje mezi 3. a 17. únorem 2022, nastoupí 10 družstev, včetně domácí čínské reprezentace, která nemusela projít kvalifikací (účastnila se her v letech 1998, 2002 a 2010). Poprvé se na turnaj dostaly české a dánské reprezentantky. Týmy jsou rozděleny do dvou nerovnocenných skupin podle jejich postavení v žebříčku IIHF. Ze skupiny A postupují do čtvrtfinále všechna družstva, ze skupiny B pouze tři nejlepší. Zlaté medaile budou obhajovat hokejistky USA.

#### Skupina A
- Kanada
- USA
- Finsko
- Švýcarsko
- ROV

#### Skupina B
- Čína (pořadatel)
- Japonsko
- Švédsko (postup z kvalifikace)
- Česko (postup z kvalifikace)
- Dánsko (postup z kvalifikace)